# Stayer (schaatsen)

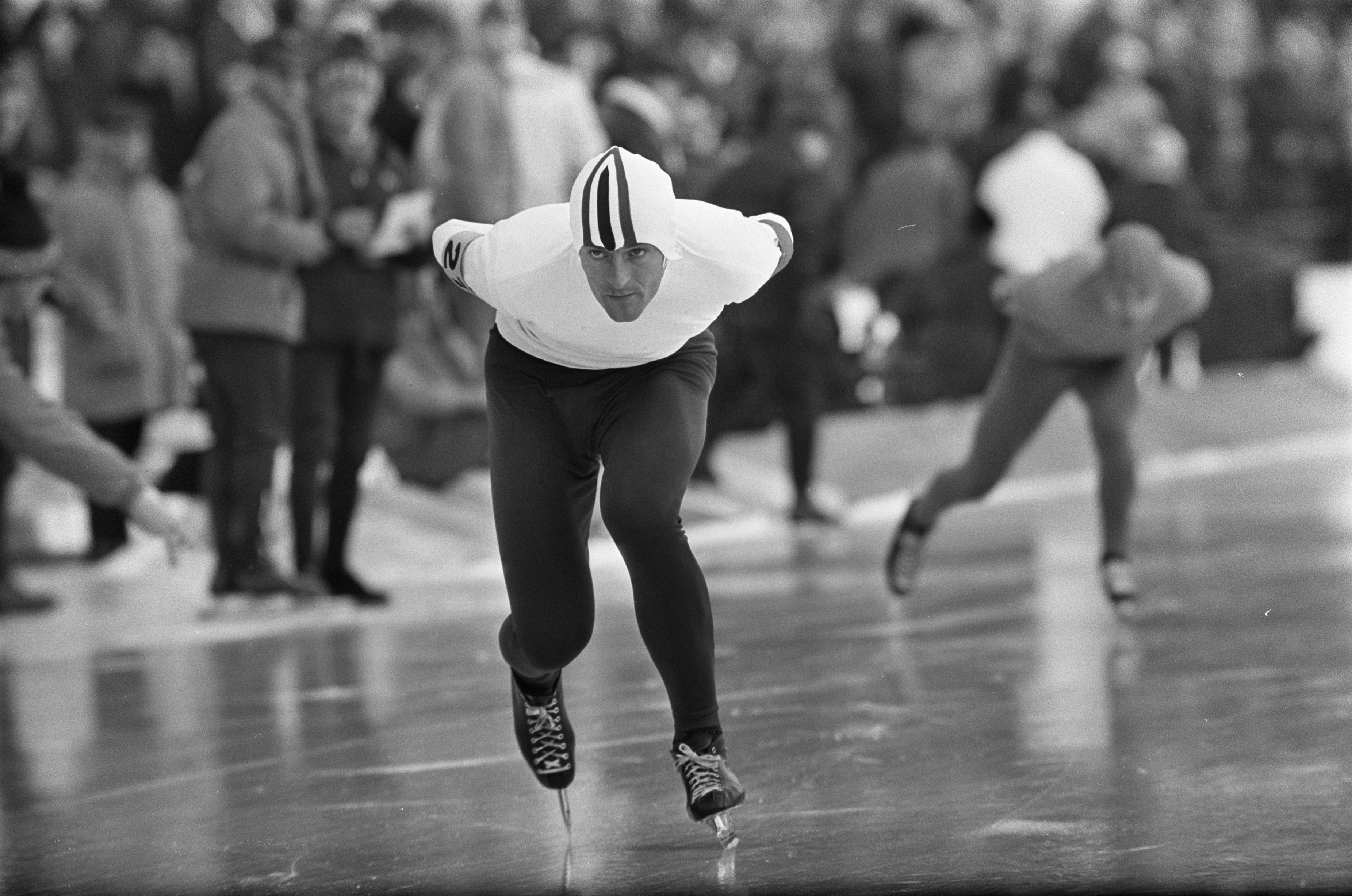
Fred Anton Maier, een stayer

Stayer is een term uit de schaatssport. In het langebaanschaatsen wordt een schaatser met een duidelijke voorkeur voor de lange afstanden een stayer genoemd. Hiermee bedoelt men vooral de 5.000m en 10.000 meter, en bij de dames ook wel de 3.000 meter.
Een marathonschaatser kan ook als een stayer gezien worden, maar dit wordt meestal niet bedoeld.